# Вампир от Ферата
«Вампи́р от Ферата» (другие переводы «Вампир Ферата», «Упырь из Ферата») (чеш. Upír z Feratu) — чехословацкий фильм ужасов 1981 года, режиссёра Юрая Герца, снятый по рассказу «Корпорация „Вампир“» чешского писателя Йозефа Несвадбы.

## Сюжет
Начинающая гонщица, а по совместительству и опытная медсестра Мима (Дагмар Вешкрнова) вместе с коллегой Мареком (Иржи Менцель) спасают на дороге гонщицу Луизу Томашеву (Яна Бржезкова), повредившую ногу во время испытания автомобиля. Медсестра осматривает автомобиль и замечает, что проблема повреждённой ноги — в педали, а её коллега узнаёт, что машина использует не обычное топливо, а человеческую кровь. Тем не менее, Мима подписывает контракт с заграничным производителем автомобилей «Ferat» с целью выставить продукцию компании для участия в ралли при Мареке, таким образом обманув его. Марек пытается отговорить Миму от участия в гонках. Но это оказывается не так просто…
Мареку приходится доказывать и своим коллегам, и хромому агенту Кржижу, и руководителю фирмы мадам Ферат, что продукцию фирмы нельзя допускать на ралли. Но его уговоры не действуют — машина участвует в гонках и неоднократно побеждает. Также сам Марек несколько раз оказывается в состоянии на грани жизни и смерти.
Фильм заканчивается трагически: от потери крови умирает Луиза Томашева. Мима узнаёт от мадам Ферат, что контракт расторгнут, а значит и Кржиж, и руководство фирмы её обмануло. Из-за этого Мима кончает жизнь самоубийством — уезжает на «Ферате» в неизвестном направлении и умирает прямо за рулём. Однако мадам Ферат радуется — продукцией фирмы заинтересовались даже в Японии. Марек узнаёт от Кржижа, что он стоял за смертью Луизы, а Миму попросту использовал для рекламного продвижения продукции.

## В ролях
- Дагмар Вешкрнова — Мима Барова, медсестра и начинающая гонщица
- Иржи Менцель — Марек, врач «скорой помощи»
- Ян Шмид — доктор Каплан
- Петр Чепек — Антонин Кржиж, бывший гонщик, торговый агент фирмы «Ferat»
- Яна Бржезкова — Луиза Томашева/Клара Томашева
- Илья Рацек — доктор
- Вит Ольмер — доктор
- Зденка Прохазкова — мадам Ферат, глава фирмы «Ferat»
- Зденек Орнест — патологоанатом Томашев
- Юрай Герц — вампир, вылезающий из гроба в сцене немого кино
- Бланка Валеска — бабушка Луизы

## Съёмочная группа
- Сценарий: Ян Фляйшер, Юрай Герц, Йозеф Несвадба
- Режиссёр: Юрай Герц
- Оператор: Рихард Валента
- Композитор: Петр Гапка
- Художник по костюмам: Теодор Пиштек
- Художник-постановщик: Зденек Ерабек
- Монтаж: Яромир Яначек

## Факты

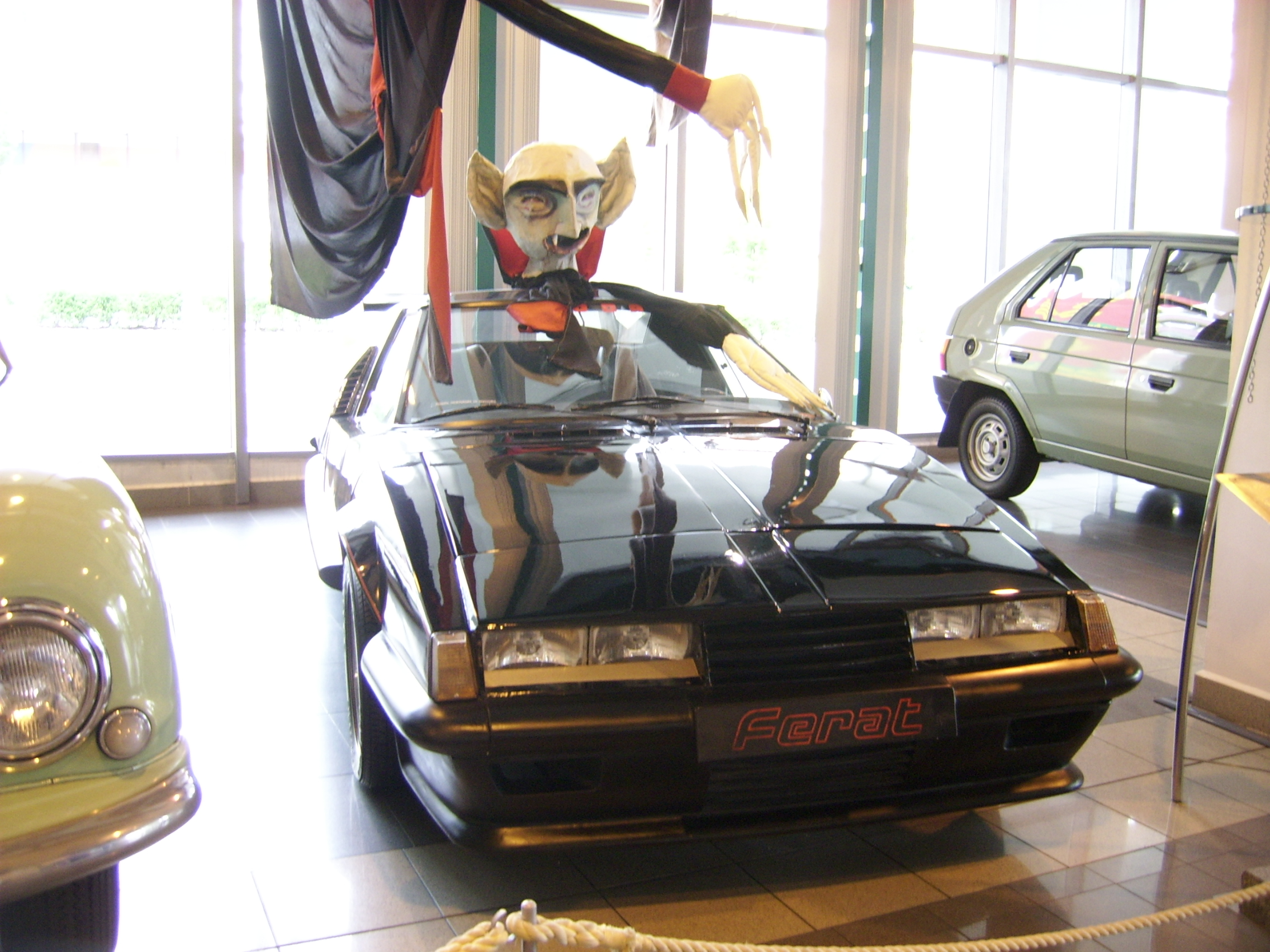
Автомобиль Škoda Super Sport, сыгравший в фильме главную роль

- Автомобиль Ferat, используемый в фильме, был опытным образцом спортивной модели Škoda — Škoda 110 Super Sport, теперь данная модель называется Škoda Super Sport 'Ferat Vampir RSR' в дань уважения фильму. Единственный существующих экземпляр был визуально модифицирован для участия в съёмках, и в настоящее время находится в заводском музее Škoda.
- В фильме использованы документальные кадры, снятые во время международного автомобильного ралли.
- Даты премьерных показов фильма:
  - 1 апреля 1981 года (Чехословакия)
  - октябрь 1982 года (США, демонстрировался в рамках Международного кинофестиваля в Чикаго)
  - 23 февраля 1984 года (Венгрия)

В СССР фильм официально показан не был, однако распространялся на видеокассетах.